# Diane Cilento

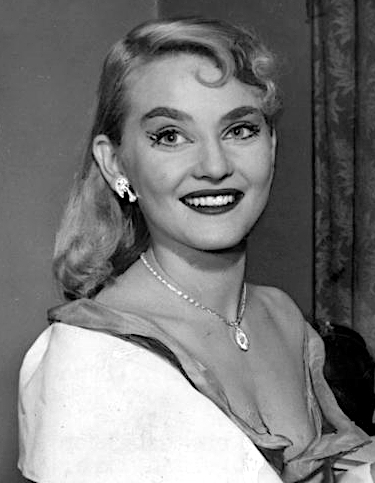
Diane Cilento (1954)

Diane Cilento (* 2. April 1932 in Brisbane, Queensland; † 6. Oktober 2011 in Cairns, Queensland) war eine australische Schauspielerin.

## Leben und Karriere
Diane Cilento wurde 1932 in Brisbane als Tochter des Tropenmediziners Sir Raphael Cilento (1893–1985) und der Gynäkologin Lady Phyllis Cilento geboren. Sie studierte Schauspiel in London und New York City und debütierte 1951 in Des Königs Admiral, einem Abenteuerfilm mit Gregory Peck in der Hauptrolle. An der Seite von Michael Redgrave gab Cilento 1955 mit dem Drama Tiger at the Gates ihren Einstand am New Yorker Broadway. Für die Rolle der Helen erhielt die 1,70 m große Aktrice den Theatre World Award und eine Nominierung für den renommierten Theaterpreis Tony.
Es folgten weitere Filmrollen, unter anderem Tom Jones – Zwischen Bett und Galgen, für den Cilento 1964 in der Kategorie Beste Nebendarstellerin für den Oscar nominiert wurde.
In der britischen Fernsehserie Die 2 (The Persuaders), die in den Jahren 1970 und 1971 gedreht wurde, spielte Diane Cilento in der 21. Folge Adel vernichtet, die Schriftstellerin Kate Sinclair, eine Cousine des Lord Brett Sinclair (gespielt von Roger Moore).
In Michelangelo – Inferno und Ekstase spielte Cilento 1965 an der Seite von Charlton Heston. 1972 eine weitere tragende Rolle in Hitler – Die letzten zehn Tage.
Ab den 1990er Jahren zog sich Cilento aus der Schauspielerei zurück, schrieb seitdem Romane und leitete ein Freilufttheater namens Karnak in Mossman (Queensland, Australien).
Diane Cilento war dreimal verheiratet. Nach einer kurzen Ehe mit dem Italiener Andrea Volpe von 1956 bis 1960, aus der ein Kind hervorging, heiratete sie am 6. Dezember 1962 Sean Connery, mit dem sie elf Jahre, bis zum 6. September 1973, verheiratet war. Ihr gemeinsames Kind ist der 1963 geborene Schauspieler und Filmemacher Jason Connery. Zuletzt war sie ab 1985 mit dem britischen Drehbuchautor Anthony Shaffer verheiratet, der am 6. November 2001 starb.
Diane Cilento starb einen Tag nach ihrem 79. Geburtstag im australischen Cairns.

## Filmografie (Auswahl)
- 1951: Des Königs Admiral (Captain Horatio Hornblower)
- 1952: Moulin Rouge
- 1955: Eine Frau kommt an Bord (Passage Home)
- 1957: Zustände wie im Paradies (The Admirable Crichton)
- 1959: Der Tod hat Verspätung (Jet Storm)
- 1960: Der unsichtbare Schatten (The Full Treatment)
- 1961: Ein Mann geht seinen Weg (The Naked Edge)
- 1964: Tom Jones – Zwischen Bett und Galgen (Tom Jones)
- 1965: Michelangelo – Inferno und Ekstase (The Agony and the Ecstasy)
- 1967: Man nannte ihn Hombre (Hombre)
- 1972: Die 2 (Fernsehserie, 1 Folge)
- 1973: Hitler – Die letzten zehn Tage (Hitler: The Last Ten Days)
- 1973: The Wicker Man
- 1973: Thriller (Fernsehserie, 1 Folge)

## Auszeichnungen
- 1964: Oscar-Nominierung für Diane Cilento in der Kategorie Beste Nebendarstellerin bei der Verleihung 1964 für Tom Jones – Zwischen Bett und Galgen[9]
- 1964: Laurel Award: 4. Platz in der Kategorie Beste Nebendarstellerin für Tom Jones – Zwischen Bett und Galgen